# Insignes bij scouting
Bij scouting gebruikt men insignes om te laten zien dat je bepaalde vaardigheden beheerst. Een insigne op zich heeft geen waarde, maar de geleerde vaardigheden zijn uiteraard wel nuttig.
Bij de scouts/verkenners in Nederland kende men tot 2010 deze insignes:
| - Atletiek - Banketbakken - Brandpreventie - Communicatie - Computer - Dans - Dierenkennis - EHBO - Energie - Fietsen | - Fotografie - Grafische technieken - Handvaardigheid - Houtvesten - Internationaal - Journalist - Kamperen - Kampvuur leiden - Kanoën - Ken je omgeving | - Koken - Loods - Milieu - Modelvliegen - Motortechniek - Muziek - Natuurbeheer - Ontwikkelingssamenwerking - Organisatie - Oriënteren Paardrijden | - Pionieren - Plantenkennis - Radiotechniek - Roeien - Schaal modelbouw - Schaatsen - Schiemanswerk - Snorkelen - Spelleiding - Sport | - Sterrenkunde - Surfen - Textiele werkvormen - Tolk Toneel - Trapper - Valschermzweven - Video / Film - Vliegeren - Vliegtuigherkenning - Wandelen | - Weerkennis - Werfbaas - Woudlopen - Zeilen rood - Zeilen groen - Zwemmen - Zwemmend redden - Zwerven |

Verder is er ook nog een afrondingsteken voor als je alle groene stickertjes hebt behaald, dat betekent ongeveer dat je de basis van de scouting goed onder de knie hebt. Het afrondingsteken is ook geen vijfhoek, maar een driehoek.